# إيدرشان
إيدرشان هي قرية في مقاطعة سراب، إيران. عدد سكان هذه القرية هو 144 في سنة 2006.